# Roosville (Montana)

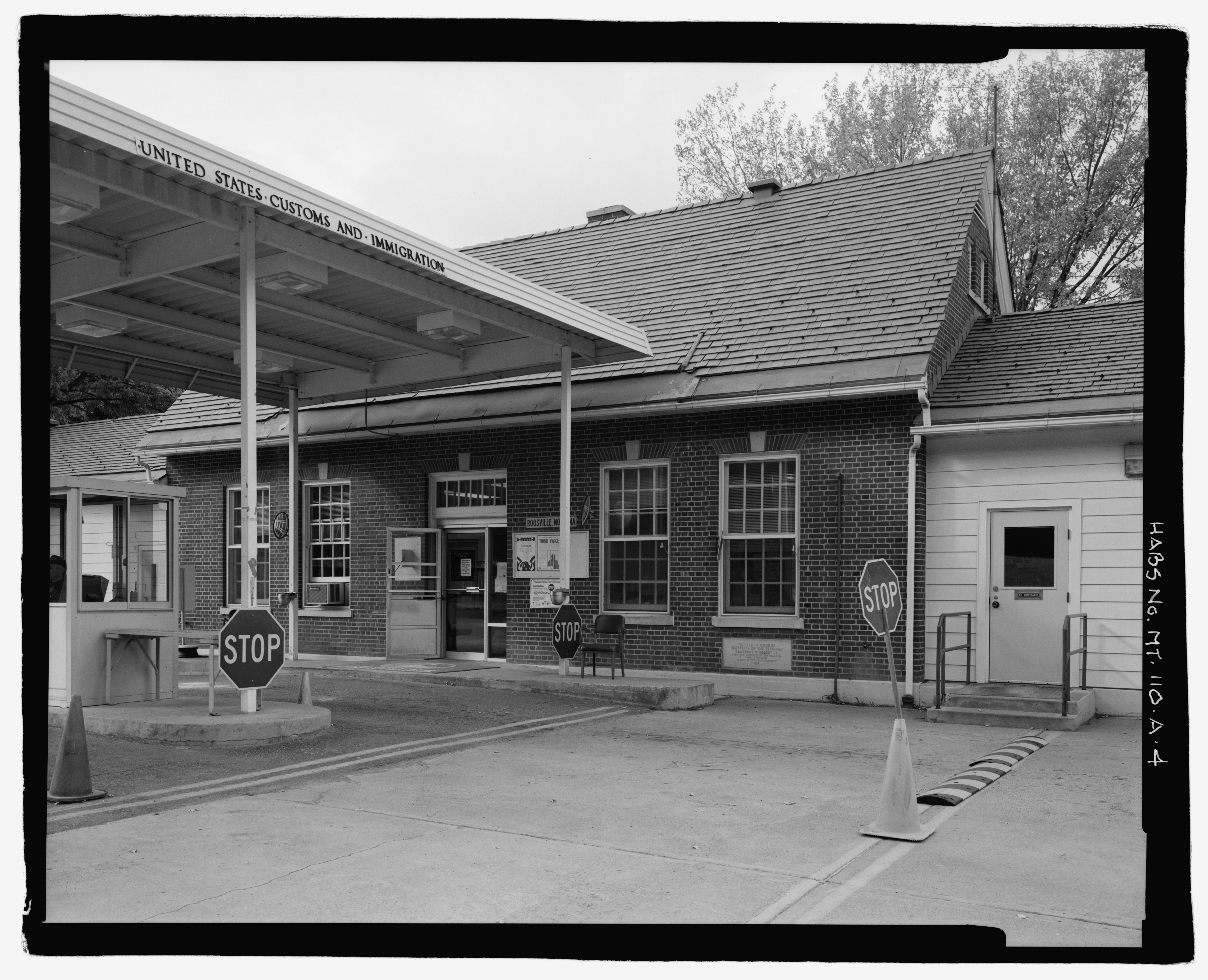
U.S.-Zollstelle von Roosville, Hauptgebäude am U.S. Highway 93

Roosville ist ein gemeindefreies Gebiet und ein Grenzübergang an der Grenze zwischen Kanada und den Vereinigten Staaten in Lincoln County, Montana, USA, an der Endstation des U.S. Highways 93. Der Ort auf der kanadischen Seite der Grenze heißt ebenfalls Roosville und ist die südliche Endstation des British Columbia Provincial Highways 93.